# Astra
Astra Veicoli Industriali S.p.A. (acronimo di Anonima Sarda Trasporto e Recupero Automezzi) è una società privata italiana fondata nel 1946 a Cagliari che produce autocarri da cantiere, dumper, veicoli per trasporti eccezionali e veicoli militari. Dal 1951 ha sede a Piacenza. 

## Storia
L'Astra è stata fondata dalla famiglia piacentina dei Bertuzzi, ed è a cui è appartenuta dalla fondazione fino alla cessione all'IVECO nel 1986, ed in seguito controllata dall'Iveco Group. 
Il 30 luglio 2025 l'Iveco Group annuncia la vendita della società, assieme alla Iveco Defence Vehicles (IDV), alla Leonardo S.p.A., incluso lo stabilimento di Piacenza e tutti i 500 dipendenti. Sempre nel luglio 2025 iniziano le trattative per la vendita da parte di Leonardo della divisione Astra a Rheinmetall, nel più ampio accordo LRMV.

## Prodotti

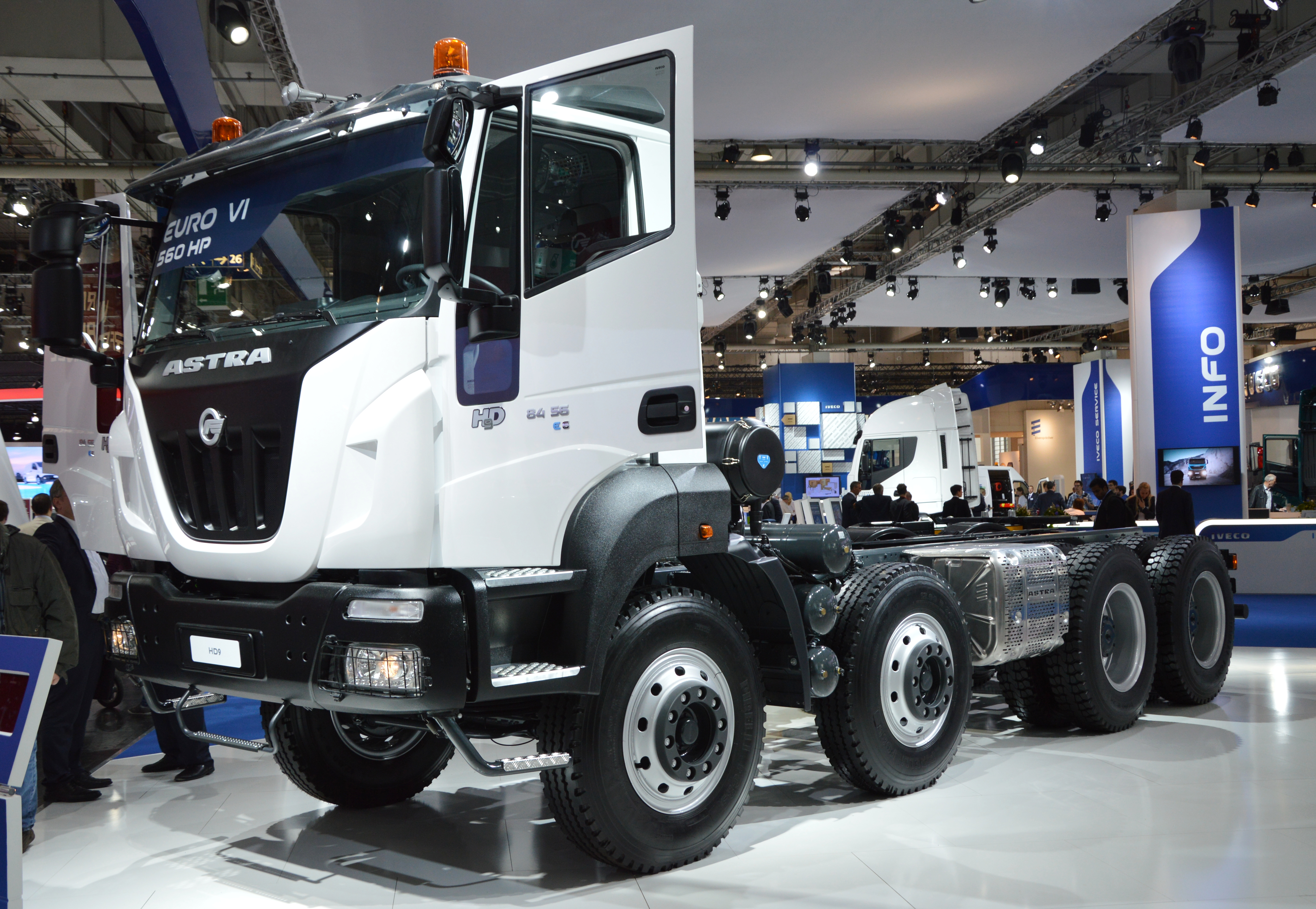
Astra HD9 al Salone dei veicoli industriali di Hannover del 2014.

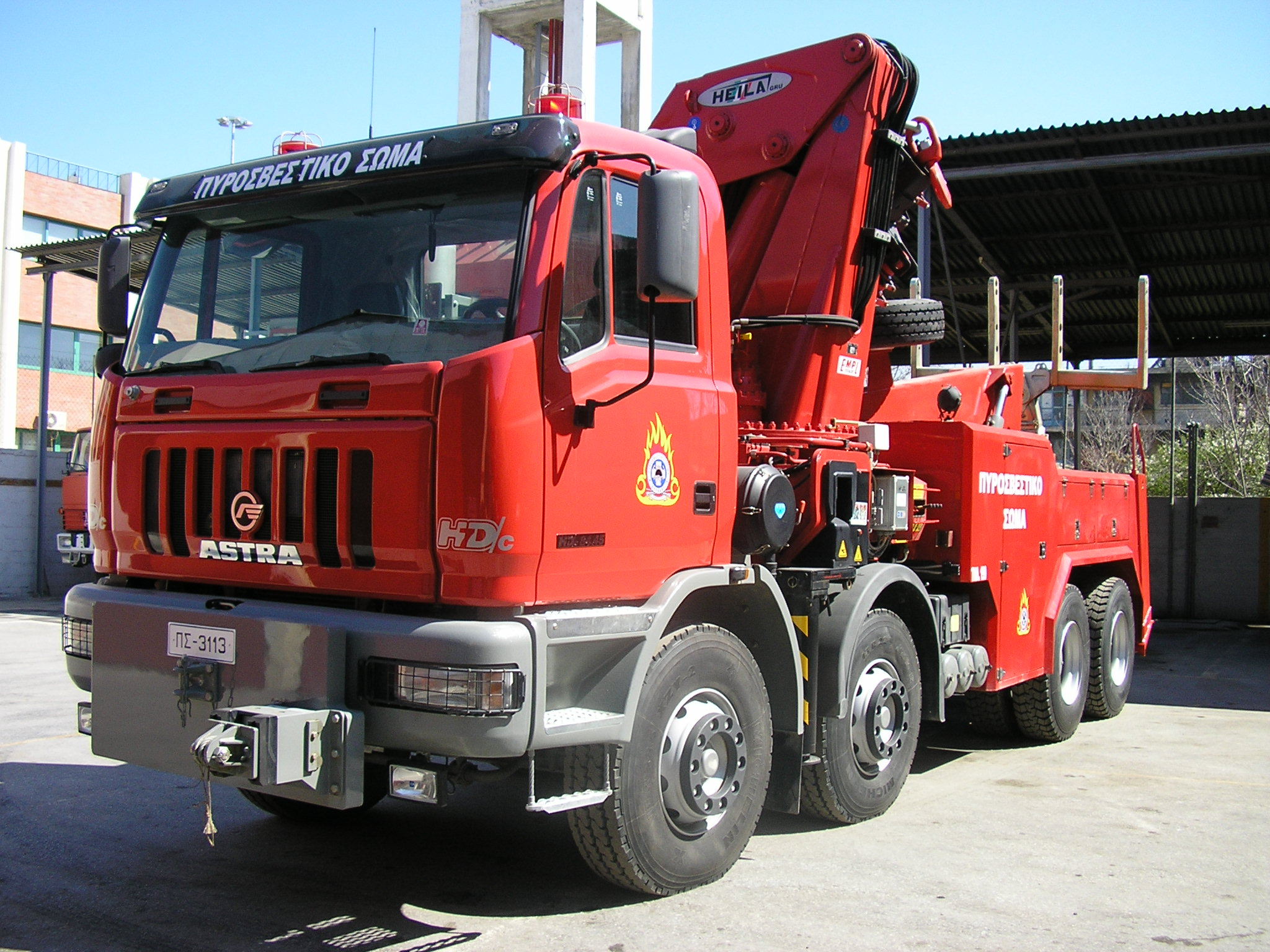
Astra HD7C 84-45, autogrù per i vigili del fuoco in Grecia.

### La gamma BM 201 e BM 300
La produzione Astra di veicoli cava-cantiere iniziò nel 1955 con la costruzione del BM 1, un dumper rigido che ebbe un discreto successo. A seguito dell'ampliamento dello stabilimento, la serie BM si ampliò. Uno dei modelli della gamma, il BM 309, partecipò alla Parigi-Dakar nella categoria riservata ai camion.
| Modello           | Tipo motore         | Cilindrata | Configurazione | Potenza          | Coppia                        | Trazione |
| ----------------- | ------------------- | ---------- | -------------- | ---------------- | ----------------------------- | -------- |
| BM 201            | Iveco 8360.05       | 8102       | 6 in linea     | 166 cv a 2600 gm | 510 nm a 1200 gm              | 4x4      |
| BM 304 F/BM 308 F | Iveco 8210.02       | 13798      | 6 in linea     | 260 cv a 2200 gm | 991 nm a 900 gm               | 6x4/6x6  |
| BM 304 M/BM 308 M | Mercedes-Benz OM422 | 14618      | 8 a V          | 280 cv a 2300 gm | 1040 nm a                     | 6X4/6X6  |
| BM 305 F/BM 309 F | Iveco 8280.02       | 17174      | 8 a V          | 352 cv a 2400 gm | 1157 nm a 1200 gm poi 1180 nm | 6x4/6x6  |
| BM 305 M/BM 309 M | Mercedes-Benz OM423 | 18273      | 10 a V         | 355 cv a 2300 gm | 1315 N·m a 1200 gm            | 6x4/6x6  |

### HD9 (Heavy Duty)

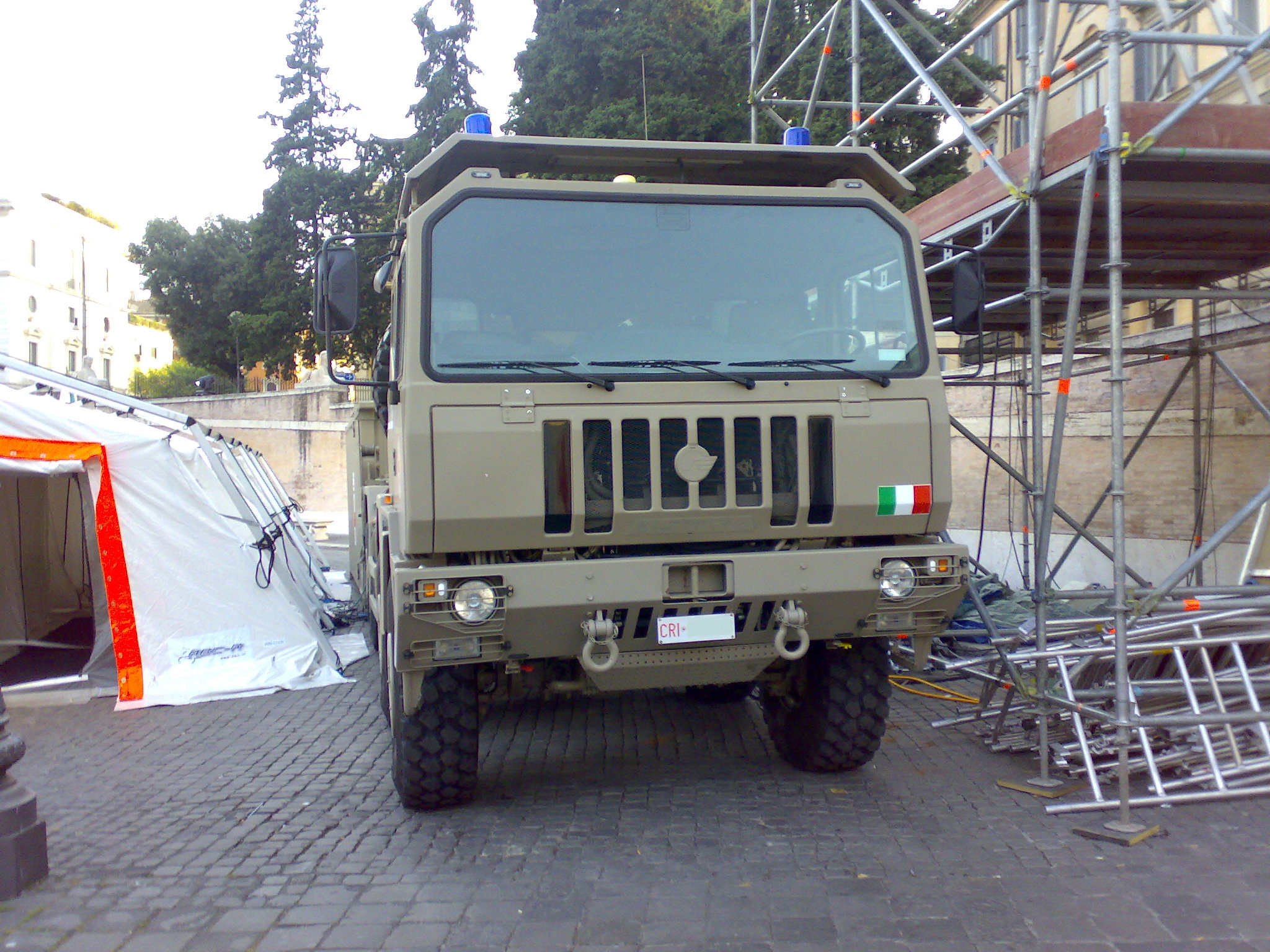
Astra HD6 in dotazione alla Croce Rossa italiana.

Nel 1996 (cinquantenario dalla fondazione), entrò in commercio la serie HD7, che ebbe anch'essa un discreto successo. Nel 2005 fu sostituita dalla gamma HD8.
Nel 2009 l'Astra ha lanciato una nuova gamma di veicoli heavy duty denominata HHD ed ha iniziato una serie di trasformazioni di veicoli a metano per conto dell'Iveco.
Alla fine del 2011 l'Astra ha presentato la nuova serie "HD9", abbandonando la classica cabina in vetroresina con l'introduzione di quella in lamiera di acciaio, sulla base di quella dell'Iveco Trakker. Il motore Iveco Cursor (Euro3, Euro 5 o Euro 6) da 279 kW a 412 kW.
Tale modello è venduto in Australia con nome Iveco Astra.

### ADT (Articulated Dump Truck)

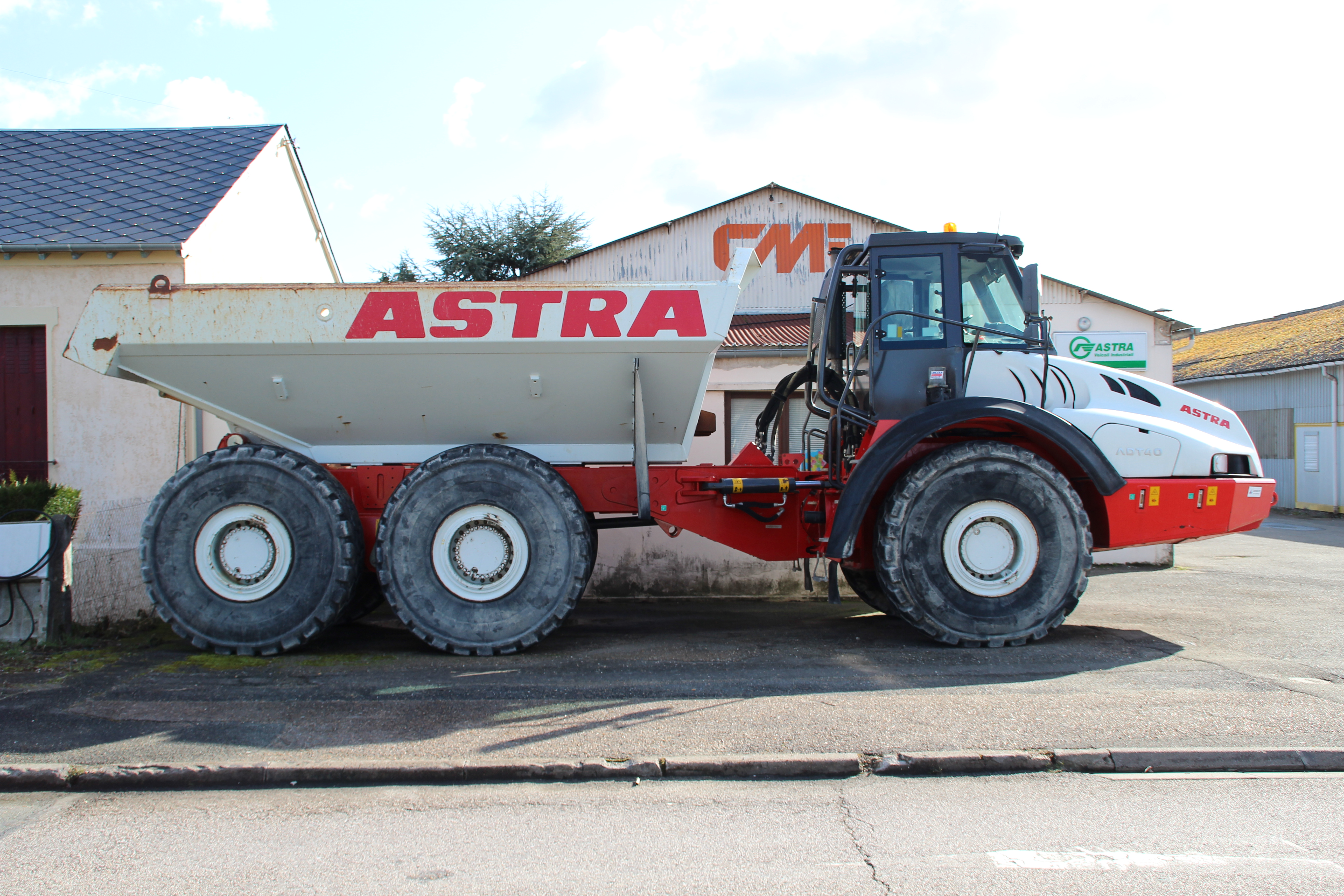
Astra ADT40

I dumper rigidi (RD) e i dumper articolati (ADT) modelli ADT25, ADT30, ADT35 e ADT40 con tre assi. I motori Iveco Cursor da 318HP a 456HP e sterzo idraulico ZF Friedrichshafen AG.

### RD (Rigid Dump Truck)
Designati RD28, RD32, RD40 e RD50 per impieghi pesanti da cava. I modelli più piccoli hanno motori Iveco Cursor, mentre i più pesanti modelli RD50 sono dotati di motore V8 Deutz AG e assali Kessler + Co. con trasmissione automatica Allison Transmission.

### HHD8 (Heavy Heavy Duty)
Viene offerto un modello Astra HD8 e Astra HHD8 6×6. Assali più robusti e PTT di 50 ton (assale anteriore: 10 t, assale posteriore: 40 t) e può arrivare a 250 t in uso come trasporto eccezionale.

### Heavy Haulage vehicles
Nel 2002 Astra assorbì l'azienda SIVI (partner Iveco dal 1982), che produceva veicoli per trasporti eccezionali, e nel 2004 integrò completamente la produzione SIVI.
I veicoli, prima SIVI e poi Astra, sono tutti prodotti sulla base di veicoli Iveco. Sotto la designazione Heavy Haulage vehicles vengono venduti i veicoli per trasporto eccezionale. Sulla base dell'Iveco Stralis (fino a 130 ton di PTT) e dell'Iveco Trakker (fino a 300 ton di PTT).

### Veicoli militari

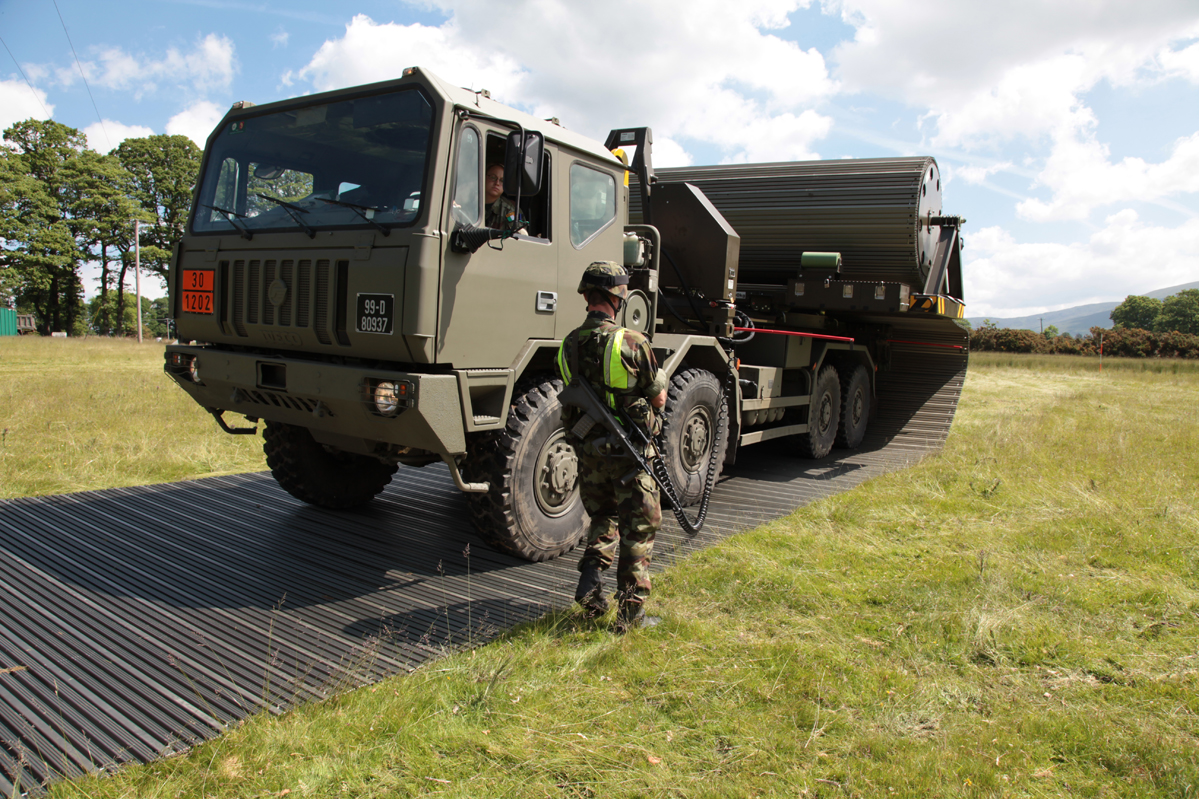
Veicolo delle forze armate irlandesi (Irish Army), modello Iveco Astra M 320E D Trackway Variant

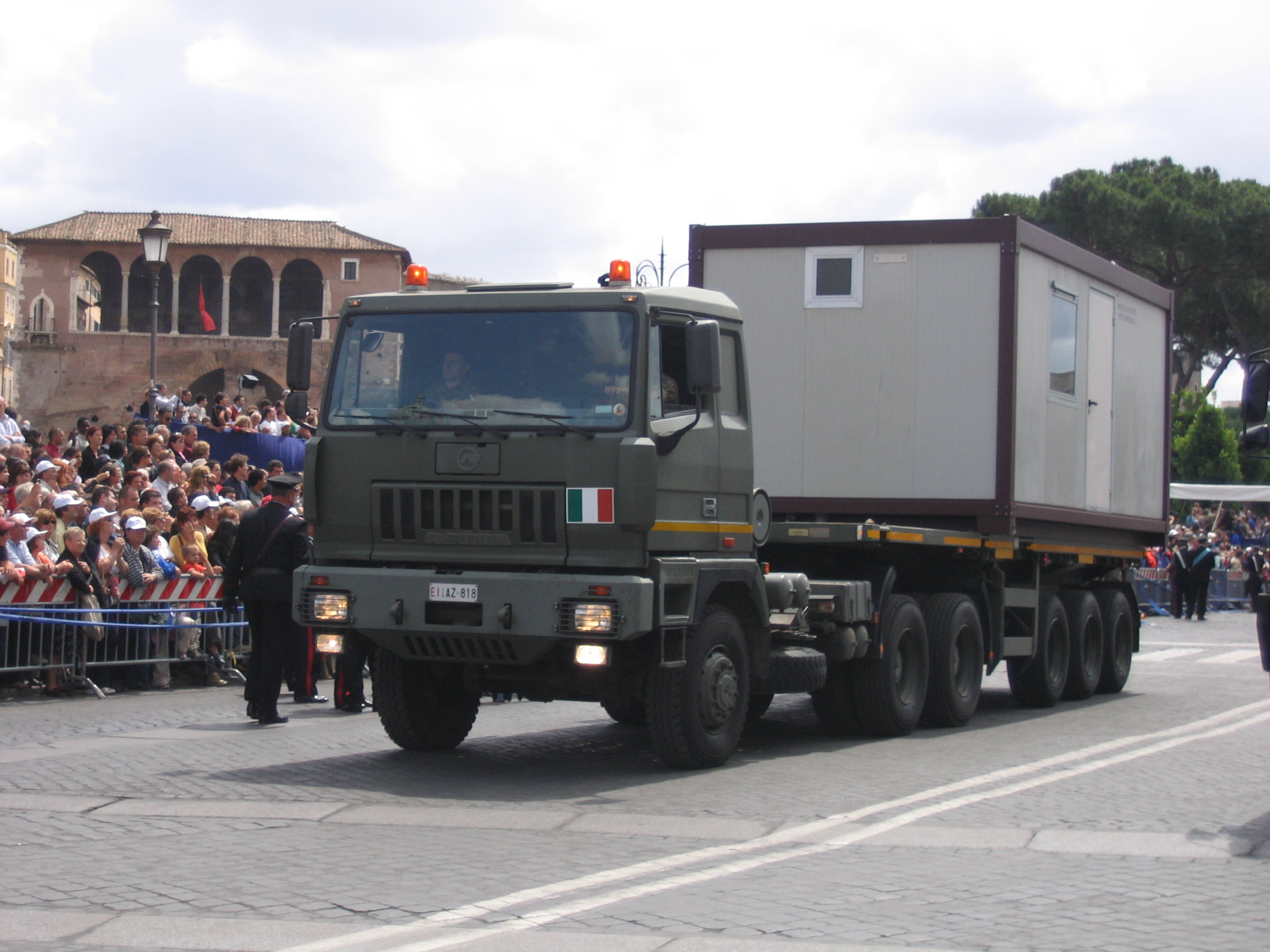
Autocarro dell'Esercito italiano Esercito italiano

I veicoli militari hanno designazione Astra SM. Sono basati sulla piattaforma HD8. Fanno parte della divisione Iveco Defence Vehicles.